# Мер-Хамис, Джулиано
Джулиано Мер-Хамис (ивр. ‎ ג'וליאנו מֵר חמיס араб. ‎ جوليانو مير خميس) (родился 29 мая 1958 в Назарете — 4 апреля 2011 в Дженине) — израильский актёр, режиссёр и политический активист.

## Биография
Джулиано Мер-Хамис родился в Назарете в семье еврейской коммунистки, борющейся за права палестинских арабов Арны Мер и араба-христианина, одного из лидеров Коммунистической партии Израиля Салибы Хамиса.
В молодости Джулиано добавил к арабской фамилии своего отца (Хамис), еврейскую фамилию матери (Мер). Мер-Хамис служил в армии обороны Израиля в десантной бригаде Цанханим.

## Карьера

### Политическая деятельность
Джулиано Мер-Хамис занимался проблемой арабо-израильского конфликта. Он протестовал против израильской оккупации Западного берега реки Иордан, строительства новых и развития старых израильских поселений на палестинских территориях. Также Мер-Хамис занимался правозащитной деятельностью.
В интервью арабской газете «Аль Медина» в 2006 году, он назвал Закарию Зубейди, руководителя организации «Бригады мучеников аль-Аксы» в Дженине, своим другом (в Израиле эта организация объявлена террористической) и также заявил о себе, что с Израилем он связан только получением ежемесячной заработной платы. После публикации этого интервью он начал получать угрозы в свой адрес и в адрес дочери. Однако он отметил, что журналист существенно исказил сказанные им слова. В частности, термин «иудонацисты», придуманный Йешаяху Лейбовичем, журналист перевёл, как «неонацисты». Газета принесла извинения, сообщив, что имело место непреднамеренное искажение текста интервью в процессе неточного перевода.
Также Джулиано Мер-Хамис не раз заявлял что поддерживает право палестинского народа на вооруженную борьбу против Израиля. Мер-Хамис придерживался левых взглядов на арабо-израильский конфликт: он считал, что палестинское государство должно быть создано на территории всей бывшей подмандатной территории.
В 2003 году, во время спектакля «Мадлен» в театре Хайфы, он зачитал со сцены заявление штаба борьбы работников искусства сo внесением своих дополнительных комментариев с утверждениями, что израильское правительство тратит деньги на оккупацию, а не на культуру, что вызвало в зале бурю протеста.
Мер-Хамис часто участвовал в различных политических шествиях и демонстрациях, в 2005 году ему пришлось даже выплатить компенсацию другому демонстранту, с которым он вступил в драку.

### Театр Свободы
В 2006 году Джулиано Мер-Хамис совместно с одним из бывших лидеров палестинских борцов Закарией Зубейди и израильским художником Дрором Фейлером основал «Театр свободы». Театр был создан с целью просвещения среди детей и молодёжи, живущих в лагерях беженцев в Дженине. Сам Мер-Хамис сказал о театре: «Мы хотим создать культурный центр, который будет расширять права и возможности, приносить знания детям Дженина».

### Смерть
4 апреля 2011 года Джулиано Мер-Хамис был застрелен около театра «Свободы», которым он и руководил, в Дженине на территории Палестинской автономии. По делу об убийстве начато расследование. Коллеги Джулиано заявили о том, что он неоднократно получал послания с угрозами расправы.

## Фильмография

### Актёр
1. 1984 — The Little Drummer Girl[англ.] — Хулио
2. 1985 — Бар 51[ивр.] — Томас
3. 1985 — Не совсем Иерусалим[англ.] — Хасан
4. 1985 — Гнев и слава
5. 1986 — Эстер[англ.] — Аман
6. 1988 — Свадьба в Галилее[англ.] — Офицер
7. 1989 — Берлин-Иерусалим[ивр.] — Менахем
8. 1992 — Sipurei Tel-Aviv — Енё
9. 1992 — Hostages — Али
10. 1992 — Sweating Bullets — Мелито
11. 1993 — Зоар[ивр.] — Морис
12. 1993 — Смертельно опасные герои — Антонио Вальдес
13. 1994 — Нечего терять — Рамон
14. 1995 — Etz Hadomim Tafus[ивр.] — Ариэль
15. 1995 — The Revolutionary (video) — Центурион
16. 1996 — The Revolutionary II (video) — Центурион
17. 1997 — Увертюра 1812
18. 1998 — Флоренция (телесериал) — Реми
19. 1998 — Каждый день — Жуль
20. 2000 — Последний патруль[англ.] — Иисус Карера
21. 2001 — Кипур[англ.] — Капитан
22. 2002 — Прогресс[англ.] — Мусса
23. 2004 — Тахара — Наджим (Нагим)
24. 2006 — Джихад[англ.] — Омар
25. 2008 — Соль этого моря[исп.]
26. 2009 — Hadutha Saghira — израильский солдат

### Режиссёр, сценарист, оператор
1. 2004 — Дети Арны — документальный фильм